# México en los Juegos Paralímpicos de Barcelona 1992
México estuvo representado en los Juegos Paralímpicos de Barcelona 1992 por un total de 19 deportistas, 10 mujeres y 9 hombres.

## Medallistas
El equipo paralímpico mexicano obtuvo las siguientes medallas:
| Nombre                                               | Deporte   | Evento                      |
| ---------------------------------------------------- | --------- | --------------------------- |
| Oro                                                  |           |                             |
| —                                                    |           |                             |
| Plata                                                |           |                             |
| Leticia Torres                                       | Atletismo | 800 m TW2 femenino          |
| Bronce                                               |           |                             |
| Leticia Torres                                       | Atletismo | 100 m TW2 femenino          |
| Leticia Torres                                       | Atletismo | 200 m TW2 femenino          |
| Leticia Torres                                       | Atletismo | 400 m TW2 femenino          |
| Araceli Castro                                       | Atletismo | Disco THS2 femenino         |
| Araceli Castro                                       | Atletismo | Jabalina THS2 femenino      |
| Consuelo Rodríguez                                   | Atletismo | Peso THS2 femenino          |
| Gaudelia Díaz                                        | Atletismo | 3000 m B1 femenino          |
| Dora Elia García Araceli Castro Juana Soto Rosa Vera | Atletismo | 4 × 100 m TW3-4 femenino    |
| Moisés Galindo                                       | Natación  | 100 m mariposa S8 masculino |
| Moisés Galindo                                       | Natación  | 200 m estilos SM8 masculino |